# Göran Strindberg
Göran Strindberg est un directeur de la photographie suédois, né le 15 janvier 1917 à Stockholm, ville où il est mort le 13 mars 1991.

## Biographie

### Famille
Göran Strindberg est le neveu du photographe Nils Strindberg (1872-1897) et un parent éloigné du dramaturge August Strindberg (1849-1912). 
Il est d'abord premier ou deuxième assistant opérateur sur dix films suédois sortis de 1938 à 1942, puis débute comme chef opérateur sur cinq autres, sortis en 1943. 
Jusqu'en 1958, il dirige les prises de vues de quarante-neuf films suédois en tout, réalisés notamment par Ingmar Bergman (quatre films, dont Musique dans les ténèbres en 1948, avec Mai Zetterling et Gunnar Björnstrand), Hasse Ekman (cinq films), Alf Sjöberg (deux films, dont Mademoiselle Julie en 1951, adaptation de la pièce éponyme de son lointain parent, avec Anita Björk dans le rôle-titre), ou encore Arne Mattsson (deux films en 1951, dont Elle n'a dansé qu'un seul été, avec Ulla Jacobsson).
À partir de 1954, il travaille principalement en Allemagne de l'Ouest, contribuant à seize films allemands (ou coproductions), sortis de 1955 à 1961, dont Pour l'amour d'une reine d'Harald Braun (1957, avec Odile Versois et Horst Buchholz) et La Grande Vie de Julien Duvivier (1960, coproduction franco-germano-italienne, avec Giulietta Masina, Gustav Knuth et Gert Fröbe).
Göran Strindberg achève sa carrière de chef opérateur à la télévision, avec la série américaine Le Monde merveilleux de Disney (la première partie de l'épisode The Magnificent Rebel, coproduit par l'Autriche et diffusé en 1962, où Karlheinz Böhm personnifie Ludwig van Beethoven).  

## Filmographie

### Au cinéma (sélection)

#### Suède
- 1943 : Jag dräpte d'Olof Molander
- 1943 : Ombyte av tåg d'Hasse Ekman
- 1944 : Prins Gustaf de Schamyl Bauman
- 1946 : Il pleut sur notre amour (Det regnar på vår kärlek) d'Ingmar Bergman
- 1947 : L'Éternel Mirage (Skepp till India land) d'Ingmar Bergman
- 1948 : Musique dans les ténèbres (Musik i mörker) d'Ingmar Bergman
- 1949 : Flickan från tredje raden d'Hasse Ekman
- 1949 : La Prison (Fängelse) d'Ingmar Bergman
- 1950 : La Fille aux jacinthes (Flicka och hyacinter) d'Hasse Ekman
- 1951 : Elle n'a dansé qu'un seul été (Hon dansade en sommar) d'Arne Mattsson
- 1951 : Mademoiselle Julie (Fröken Julie) d'Alf Sjöberg
- 1952 : Eldfågeln d'Hasse Ekman
- 1953 : Resan till dej de Stig Olin
- 1953 : Barabbas d'Alf Sjöberg
- 1954 : Gula divisionen de Stig Olin

#### Allemagne[note 1]
- 1955 : Dans tes bras (Herr über Leben und Tod) de Victor Vicas (film franco-allemand)
- 1955 : Les Rats (Die Ratten) de Robert Siodmak
- 1955 : Der Cornet - Die Weise von Liebe un Tod de Walter Reisch
- 1957 : Pour l'amour d'une reine (Herrscher ohne Krone) d'Harald Braun
- 1958 : Avouez, Docteur Corda (Gestehen Sie, Dr. Corda !) de Josef von Báky
- 1958 : Majestät auf Abwegen de Robert A. Stemmle
- 1959 : Jons und Erdme de Victor Vicas (film germano-italien)
- 1959 : Grand Hôtel (Menschen im Hotel) de Gottfried Reinhardt (film franco-allemand)
- 1959 : Marili de Josef von Báky
- 1960 : Liebling der Götter de Gottfried Reinhardt
- 1960 : La Grande Vie (Das kunstseidene Mädchen) de Julien Duvivier (film franco-germano-italien)
- 1960 : La Nonne et les mauvais garçons (Auf Engel schießt man nicht) de Rolf Thiele
- 1961 : C'est pas toujours du caviar (Es muß nicht immer Kaviar sein) de Géza von Radványi (film franco-allemand)

### Télévision
- 1962 : Le Monde merveilleux de Disney (The Wonderful World of Disney ou Disneyland), série
  - Saison 9, épisode 8 The Magnificent Rebel, Part I

## Récompense
- Prix du film allemand (Deutscher Filmpreis) en 1955 : Ruban d'argent  de la meilleure photographie (Filmband in Silber, Beste Kameraführung), pour Dans tes bras et Les Rats.